# Neopanorpa benaci
Neopanorpa benaci är en näbbsländeart som beskrevs av Navás 1935. Neopanorpa benaci ingår i släktet Neopanorpa och familjen skorpionsländor. Inga underarter finns listade i Catalogue of Life.